# ستيف جاكسون (لاعب كرة قدم أمريكية)
ستيف جاكسون (بالإنجليزية: Steve Jackson)‏ هو لاعب كرة قدم أمريكية أمريكي، ولد في 8 ديسمبر 1942 في ماككيني في الولايات المتحدة.

## وصلات خارجية
- ستيف جاكسون على موقع مرجع كرة القدم المحترفة.كوم (الإنجليزية)